# Hirvisaari (ö i Ule träsk)
Hirvisaari är en ö i Finland. Den ligger i sjön Ule träsk och i kommunen Vaala i den ekonomiska regionen  Oulunkaari  och landskapet Norra Österbotten, i den centrala delen av landet, 500 km norr om huvudstaden Helsingfors. Öns area är 3,8 hektar och dess största längd är 370 meter i sydöst-nordvästlig riktning.